# Anaphe zombitsyana
Anaphe zombitsyana är en fjärilsart som beskrevs av Pierre E.L. Viette 1965. Anaphe zombitsyana ingår i släktet Anaphe och familjen tandspinnare. Inga underarter finns listade i Catalogue of Life.